# Massa Lubrense
Massa Lubrense là một đô thị ở tỉnh Napoli ở vùng Campania, cách khoảng 25 km về phía đông nam của Napoli. Tại thời điểm ngày 31 tháng 12 năm 2004, đô thị này có dân số 13.404 người và diện tích là 19,7 km².
Đô thị Massa Lubrense bao gồm frazioni (đơn vị cấp dưới, chủ yếu là thôn làng) Acquara, Annunziata, Casa, Marciano, Marina del Cantone, Marina della Lobra, Marina di Puolo, Metrano, Monticchio, Nerano, Pastena, San Francesco, Sant'Agata sui Due Golfi (nơi có Crapolla), Santa Maria della Neve, Schiazzano, Termini, Torca.
Massa Lubrense giáp các đô thị: Sorrento.